# Se sei vivo spara
Se sei vivo spara (no Brasil: Django Vem Para Matar) é um filme italiano do gênero spaghetti western lançado em 1967, considerado um dos mais violentos, perturbadores e bizarros westerns produzidos na Itália. É preenchido com imagens violentas e chocantes como o escalpelamento de um índio, o estômago de um homem sendo esfolado para recuperar uma bala de ouro e um grupo de cavalos devastados por uma bomba. Finalmente, há o aspecto curioso de um grupo de cowboys homossexuais.

## Sinopse
Django é membro de uma quadrilha que após assaltar uma diligência que carregava uma fortuna em ouro, é traído pelos companheiros e deixado para morrer, porém Django se levanta da cova rasa para encontrar vingança.

## Elenco
- Tomas Milian — Forasteiro
- Marilù Tolo — Flory
- Piero Lulli — Oaks
- Milo Quesada — Templer
- Francisco Sanz — Hagerman
- Sancho Gracia — Willy
- Ray Lovelock — Evan
- Roberto Camardiel — Sorrow
- Patrizia Valturri — Elizabeth